# Drake Bell Tour 2011
Drake Bell Tour 2011—en español: Drake Bell gira 2011—es la cuarta gira de conciertos del cantante Drake Bell. La gira se inició oficialmente el 8 de marzo de 2011 en el Altar Bar en Pittsburgh, Pensilvania, y concluyó el 7 de julio de 2011 en el Montalvo Arts Center de Saratoga, California. La gira incluyó ciudades en Estados Unidos y fue anunciada por primera vez por Drake en sus cuenta oficial en Twitter.

## Actos de apertura
- Emily Osment
- Action Item

## Listas de canciones

### Drake Bell Setlist
- Speak My Mind

- You're Not Thinking

- Move On

- Terrific

- I Know

- Lets Drive

- I Need You Now

- Makes Me Happy

- Tell Me

- Big Shot

- Blackbird

- Our Love

- Found A Way

- Encore:

- Little Miss Prissy

(Fin del Concierto)

## Fechas de la gira
Estos son los conciertos como lo confirma su página oficial de internet.
| Norteamérica        |                  |                |                                  |
| 8 de marzo de 2011  | Pittsburgh       | Estados Unidos | Altar Bar                        |
| 9 de marzo de 2011  | Royal Oak        | Estados Unidos | Royal Oak Music Theatre          |
| 11 de marzo de 2011 | Westbury         | Estados Unidos | NYCB Theatre at Westbury         |
| 12 de marzo de 2011 | Foxborough       | Estados Unidos | Showcase Live                    |
| 13 de marzo de 2011 | Glenside         | Estados Unidos | Keswick Theatre                  |
| 15 de marzo de 2011 | Baltimore        | Estados Unidos | The Ballroom, Bourbon Street     |
| 16 de marzo de 2011 | Charlotte        | Estados Unidos | The Fillmore                     |
| 18 de marzo de 2011 | St Petersburg    | Estados Unidos | Jannus Live                      |
| 19 de marzo de 2011 | Fort Lauderdale  | Estados Unidos | Revolution Live                  |
| 20 de marzo de 2011 | Lake Buena Vista | Estados Unidos | House of Blues                   |
| 22 de marzo de 2011 | Houston          | Estados Unidos | Scout Bar                        |
| 24 de marzo de 2011 | Dallas           | Estados Unidos | Trees                            |
| 27 de marzo de 2011 | Kansas City      | Estados Unidos | Midland Theatre                  |
| 28 de marzo de 2011 | Englewood        | Estados Unidos | Gothic Theatre                   |
| 30 de marzo de 2011 | Tucson           | Estados Unidos | Rialto Theatre                   |
| 31 de marzo de 2011 | Tempe            | Estados Unidos | Marquee Theatre                  |
| 1 de abril de 2011  | Las Vegas        | Estados Unidos | Hard Rock Café - Hard Rock Hotel |
| 30 de junio de 2011 | New York         | Estados Unidos | Gramercy Theatre                 |
| 4 de julio de 2011  | Pasadena         | Estados Unidos | Rose Bowl                        |
| 7 de julio de 2011  | Saratoga         | Estados Unidos | Montalvo Arts Center             |